# POWER7
POWER7（パワーセブン）は、IBMが2010年2月に発表したPower Architectureベースの64ビットマイクロプロセッサである。2012年10月に強化版のPOWER7+（パワーセブンプラス）が発表された。前身はPOWER6、後継はPOWER8。

## 概要
POWER7は、IBMのロチェスター、オースティン、ベーブリンゲンなどの研究所を含む施設で開発された。
POWER7はPOWER6の後継で、2010年2月8日に発表された（日本では2月9日）。
POWER6からの主な拡張として、コア数の最大2から最大8への増加、各コアごとの同時マルチスレッディングの最大2スレッドから最大4スレッドへの増加（チップ単位では最大4スレッドから最大32スレッドへの増加）、eDRAMによるチップ（ダイ）上への32MB L3キャッシュ搭載、アウト・オブ・オーダー実行方式の採用、およびソフトエラー対応・仮想化・省電力などの強化が挙げられる。この結果、性能はPOWER6と比較してコア単位で1.2倍、プロセッサ単位で2～5倍となった。
AIXとの組み合わせで、仮想メモリをハードウェア的に圧縮して、みかけ上の物理メモリ容量を増加させる「Active Memory Expansion」機能や、一部のサーバー(Power 780)で稼働するコア数を半減させる事で、クロックアップとコア当たりのキャッシュを倍増する「TurboCoreモード」が選択できる。

## 仕様
POWER7の仕様は以下である。
- 45 nm / 567mm2 プロセス
- 12億個のトランジスター
- クロックスピード 3.0 - 4.14 GHz
- コア数 4、6、8 （チップごと）
  - SMT-4 （コアあたり最大4スレッドの同時実行が可能）
  - 実行ユニット 12 （コアごと）
    - 固定小数点数ユニット 2
    - ロード/ストアユニット 2
    - 倍精度浮動小数点数ユニット 4
    - ベクトルユニット 1 （Altivec VSXをサポート）
    - 10進数浮動小数点数ユニット 1
    - ブランチユニット 1
    - コンディションレジスタユニット 1
- L1キャッシュ（命令/データ）32 KB （コアごと）[7]
- L2キャッシュ 256 KB （コアごと）
- 共有L3キャッシュ 32MB （通常のSRAMのようにセル当たりに多数のトランジスタを要求しないeDRAMで実装される[8]。SDRAMで実装したとすると27億トランジスタが必要[疑問点 – ノート]。）

- DDR3メモリーコントローラーを2個搭載
  - ピークバンド幅　153GB/s　（チップ当たり）
  - 実行バンド幅　101GB/s　（チップ当たり）

インストラクション･リトライ
- コアで実行した結果にエラーが発生したことが確認されると再実行し、システム停止を回避する機能。
  - ソフトウェア･エラーであれば同じコアで再実行
  - ハードウェア･エラーであれば別のコアで再実行

理論上の性能予定値は以下である。
- 最大 517.1 GFLOPS （モジュール当り）
  - 最大 258.6 GFLOPS  （チップ当り）
    - 最大 32.3 GFLOPS  （コア当り）

最大32ソケットまで拡張可能
- チップ間のバンド幅　360GB/s

## 歴史
2006年11月、IBMはアメリカ国防総省の国防高等研究計画局(DARPA)と、HPCSプロジェクトの一環（第3段階）として、2010年末までにペタスケールのコンピュータアーキテクチャを開発する、2億4400万ドルの契約を締結した。その契約では、そのアーキテクチャは商用に使用可能とされた。その契約を獲得したIBMの提案書のPERCSシステムは、POWER7プロセッサーやAIXオペレーティングシステムやGPFSをベースとした。
IBMとDARPAがコラボレートした特徴のひとつは、POWER7クラスター用にグローバル共用メモリー空間をサポートする、改良されたアドレッシングおよびページテーブルのハードウェアである。これは科学者がプログラムを書く際に、メッセージパッシングを使用せずに、クラスターを単一のシステムであるかのように使用することを可能にする。大半の科学者がクラスターを使用する際に、Message Passing Interfaceや他の特殊な並列プログラミング技術に精通する必要がなくなるため、これは生産性の観点から重要である。なお、POWER7と将来のAMD Opteronプロセッサは、CPUソケットのレイアウトを共用する事が示唆されたが、この収束はIBMもAMDも確約はしていない。
2010年2月8日に、IBMはPOWER7を、Power SystemsのPower 750 Express, 755, 770, 780と同時に発表した。
2012年9月、IBMはPOWER7+の詳細を発表した。更に10月にIBMはPOWER7+を、Power SystemsのPower 770, 780と同時に発表した。2013年2月、IBMはPOWER7+搭載のPower Systemsエントリーおよびミッドレンジモデルを発表した。日立製作所はPower7+搭載のエントリーサーバを発表した。

## 用途
POWER7の用途には以下がある。
- サーバー
  - IBM Power Systemsの Power 750/755/770/780、従来モデル（570/595等）のアップグレード
  - IBM BladeCenterの Power搭載ブレード
  - 日立製作所 EP8000 の 750/770/780[17]
- スーパーコンピュータ
  - 日立製作所 SR16000 シリーズ[18]
  - PERCS（開発中止）
  - Blue Waters（開発中止）
- その他
  - NTTデータ先端技術の各種ソリューション[19]

## 参照
1. ↑  “IBM outlines Power7 chip plan”.  ZDNet (2009年7月22日). 2009年7月27日閲覧。
2. ↑  “IBM's eight-core Power7 chip to clock in at 4.0GHz”.  The Register (2008年7月11日). 2009年8月5日閲覧。
3. ↑  IBM Unveils New POWER7 Systems To Manage Increasingly Data-Intensive Services
4. ↑  世界最速の汎用プロセッサー「POWER7」搭載サーバーの発表 - 日本IBM
5. ↑  “IBM in Education – Business & Technology Solutions”.  IBM. 2009年7月8日閲覧。
6. ↑  “IBM's 8-core POWER7: twice the muscle, half the transistors”.  Ars_Technica. 2009年9月1日閲覧。
7. ↑  “Bluewater HW specifications”.  National Center for Supercomputing Applications. 2009年12月31日閲覧。
8. 1 2  “Hot Chips XXI Preview”.  Real World Technologies. 2009年8月17日閲覧。
9. ↑  “Cray, IBM picked for U.S. petaflop computer effort”.  EETimes.com. 2006年11月22日閲覧。
10. ↑  “IBM Power 7 to be Opteron socket compatible”.  The Inquirer. 2007年3月25日閲覧。
11. ↑  “IBM's Power7 chip going into Opteron motherboards”.  The Register. 2006年8月26日閲覧。
12. ↑  IBM、大規模サーバ向けチップの概要を発表
13. ↑  POWER7+ プロセッサー搭載 IBM Power 780 （9179-MHD）の発表 - IBM
14. ↑  POWER7+ プロセッサー搭載 IBM Power 770 （9117-MMD）の発表 - IBM
15. ↑  処理能力が最大90%向上したPOWER7+サーバー - IBM
16. ↑  エンタープライズサーバ「EP8000シリーズ」のエントリーサーバに最新のPOWER7+™プロセッサー搭載モデルを追加し、販売開始 - 日立製作所
17. ↑  エンタープライズサーバ「EP8000 シリーズ」に最新のPOWER7™プロセッサー搭載モデルを追加し、販売開始
18. ↑  SR16000：技術計算向けサーバ：日立
19. ↑  NTTデータ先端技術における IBM POWER7™搭載機への取り組みについて